# Степные говоры украинского языка

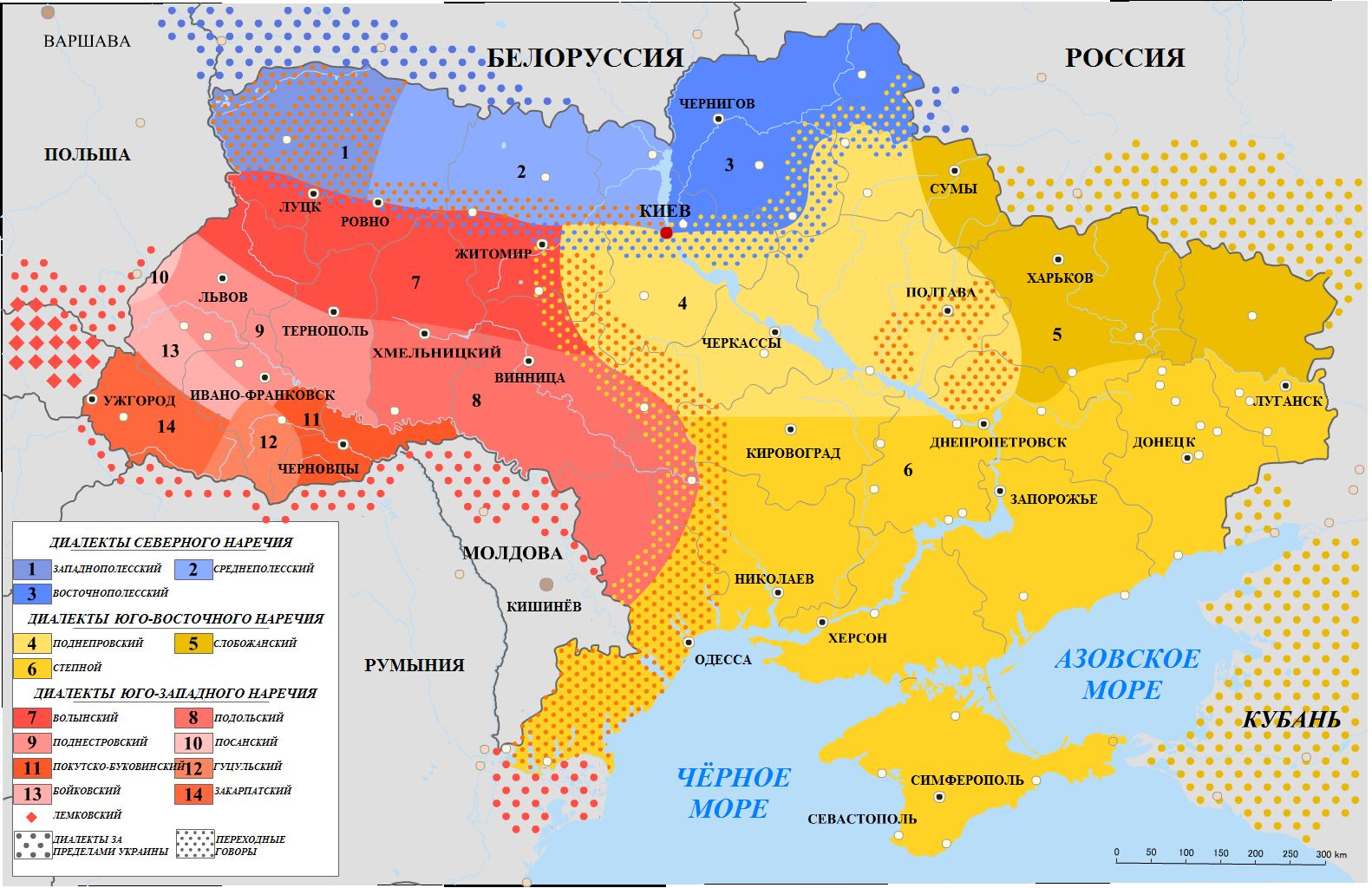
Карта украинских наречий и диалектов (2005).
Ареал степных говоров (6)

Степны́е го́воры (укр. степовий говір) — говоры юго-восточного наречия украинского языка, распространённые на территории Южной Украины, в некоторых районах южной части Европейской части России и в Юго-восточной Румынии. Вместе с среднеподнепровским и слобожанским диалектами образует юго-восточное наречие, самое позднее по времени формирования, самое большое по территории распространения.
Охватывает южные районы Кировоградской, Днепропетровской, Луганской областей, Крым, отдельные районы (кроме западных) Николаевской и Одесской областей, Запорожской, Донецкой, Херсонской области; Краснодарского края и западных районов Ростовской области России, отдельные говоры в юго-восточной части Румынии (дельта Дуная). Граничит на севере с среднеподнепровским диалектом, на северо-востоке — со слобожанским диалектом, на юго-западе — с румынскими и молдавскими диалектами, на северо-западе — с подольским диалектом, на востоке — с русскими диалектами.
Степной диалект активно формировался в XVII — XIX вв. на среднеподнепровской и слобожанской диалектической основе, с вкраплениями диалектов северного и юго-западного типов. В разное время испытал влияние русских, болгарских, молдавских, частично — сербских, греческих, немецких диалектов.

## Ареал и границы
В ареале степных говоров намечается выделение трёх диалектных районов с нечёткими границами:
- нижне-поднепровский — имеет черты, общие со среднеподнепровскими говорами;
- западностепной (донецкий) — с сильным влиянием слобожанских говоров украинского языка, а также курско-орловских и донских казачьих говоров южнорусского наречия;
- южнобессарабский — имеет черты, общие с подольскими говорами.

## Фонетика
1) ударный вокализм шестифонемный:
безударный вокализм пятифонемный, вариативный, может иметь следующие типовые структуры:
| і |        |   |   | у, |
|   | ие(еи) |   | о |    |
|   |        | а |   |    |

| і |        |   |    | у; |
|   | ие(еи) |   | oy |    |
|   |        | а |    |    |

2) умеренное уканье — преимущественно перед ударным слогом /i/, /u/ в большинстве говоров (/toˈbi/ ‘тебе’, /zoˈzulʲɐ/ ‘кукушка’); как противоположное уканью гиперическое оканье (/ɔ̝ˈt͡ʃɪtɛ̝lʲ/ ‘учитель’);
3) произношение /i/ разного происхождения как /ɪ/ (/ˈrɪlʲɐ/, /fɪˈɦurɐ/ ‘фигура’);
4) регулярное развитие */ɛ̃/ как /ɑ/, изредка — как /ɛ/, /ɪ/, /i/ (/kɔ̝ˈlɔdʲezʲ/ ‘колодец’, /ˈdɛwitʲ/ ‘девять’);
5) неодинаковое развитие /eː/ — преимущественно как /i/, изредка — как /ɪ/, /ɛ/, /ɔ/, /u/ (/ˈdɪrkɑ̽/ ‘дирка’, /ˈt͡sʲʊlʲʊwɑtɪ/ ‘целовать’);
6) относительно редкое употребление протетических согласных (вýлиц’а, йіржа́ти, но о́стрий, у́са);
7) смягчённое произношение «ч’» (курч’á, ч’ужи́й);
8) изменение функциональной нагрузки отдельных фонем: «р’» — в надднепр. говорах (р’ама), «р» — у западностепных (зора́, гара́чий); в отдельных говорах употребление «ф» заменяет «хв» (фали́ти, фіст) и «x» вместо «ф» (хунт);
9) неодинаковое развитие сочетания губной согласный + j (здорóвл’а, здоро́вйа);
10) отсутствие в отдельных словоформах чередования заднеязычных согласных г, к, x з шипящими и свистящими согласными (на дорóг’í, рук’í);

11) перед глухими и в конце слова звонкие согласные оглушаются (т’áшко, міх ‘мог’);
12) замещение «т’» на «к’» в отдельных словах (к’íсно, к’íсто).
Ударение в степном говоре динамичное; особенностью западных говоров является сохранение юго-западного типа местоимений (мо́го, тво́го); в отдельных говорах изменение ударения лексикализировано (полоўни́к, сорокови́й, уз’áли).

## Морфология
1) при сохранении противопоставления твёрдой и мягкой разновидностей склонения существительных выраженное влияние твёрдой разновидности на мягкую и смешанную (дат. п. — з’áт’ові, това́ришові, тв. п. ковал’óм, пáл’ц’ом);
2) в части говоров наблюдается разделение употребления параллельных окончаний род. п. ед. ч. существительных I склонения: под ударением -и (гори́, нори́), не под ударением -і (хáт’і, хмáр’і);
3) изредка в говорах сохраняются древние окончания род. п. ед. ч. существительных III склонения -и (ра́дости, со́ли);
4) в тв. п. ед. ч. у существительных І склонения могут быть параллельные окончания -ойу, -ейу, -ой, -ей (земл’óйу, душо́й);
5) заметно влияние окончаний существительных м. р. на существительные ж. и ср. р. в род. п. ед. ч. (хат’íў, ноч’íў, озéр'іў, тел’ат'іў);
6) параллельные окончания широко известны в существительных бывших t-основ: в род. п. -ати, -ат’і, -а (тел’áти, тел’áт’і, тел’а), дат. п. -у, -ату, -атов’і, тв. п. -ам, -ом, -атом;
7) параллельные окончания свойственны тв. п. множественных существительных (сáн’ми— са́нами, гóн’ми — го́нами);
8) в ряде говоров сохранились формы дв. ч. существительных ж. р. при числительных два, три, чоти́ри (три йам’і, ч’оти́р’і корзйн’і);
9) отсутствие в формах непрямых склонений личных местоимений приставочного «н» (ко́ло йе́йі, на йо́му);
10) в приднепровских говорах распространены нестяжённые формы местоимений — мойо́го, свойо́го;
11) при спряжении выражена тенденция сохранения структуры основы — конечные согласные д, т, з, с в 1-й основе ед. числа наст. вр. преимущественно не чередуются (крут’ý, вóз’у);
12) возможно параллельное окончание 3-й основы ед. ч. наст. вр. — изредка з конечным «т’» (ро́бит’, хо́дит’), но преимущественно без конечного «т’» (ро́бе, но́се).
13) возможно использование некоторых глаголов 3-й основы мн. ч. без конечного «т’» (біжа́, сид’á, стойа́).